# Maxim Van Gils
Maxim Van Gils (Brasschaat, Bélgica, 25 de novembro de 1999) é um ciclista profissional belga que compete com a equipa Lotto Soudal.

## Trajetória
A 3 de outubro de 2020 o Lotto Soudal anunciou seu salto ao profissionalismo com eles em 2021 depois de vários anos em suas equipas de desenvolvimento. Em sua primeira temporada na elite participou numa Grande Volta ao tomar a saída da Volta a Espanha.
Começou seu segundo ano de profissional conseguindo a sua primeira vitória na quarta etapa do Volta à Arábia Saudita, bem como a classificação geral ao dia seguinte.

## Palmarés
- 2022
  - Volta à Arábia Saudita, mais 1 etapa

## Resultados em Grandes Voltas
| Corrida | Corrida         | 2021 |
| ------- | --------------- | ---- |
|         | Giro d'Italia   | —    |
|         | Tour de France  | —    |
|         | Volta a Espanha | 88.º |

—: não participa

Ab.: abandono

## Equipas
- - Lotto Soudal (2021-)